# Мухамедиулы, Арыстанбек
Арыстанбек Мухамедиулы —  известный государственный и политический деятель, кандидат исторических наук. (2003), доктор искусствоведения (2011), профессор, композитор. В области культуры и искусства имеет международные звания «World master in Аrts and Сulture» (Корея), «Менеджер года» (Россия), «Человек года — 2016» (Россия). Заслуженный деятель Казахстана (2005).

## Биография
Родился 11 февраля 1963 года в Алматинской области. Окончил Алматинскую государственную консерваторию им. Курмангазы (1986 г.), Национальную высшую школу государственного управления при Президенте Республики Казахстан (1997 г.), Казахский национальный университет имени Аль-Фараби (аспирантура, 2001 г.).
Он начал свою карьеру обычном артистом филармонии и занимает руководящие государственные должности. В частности:
- 1984—1991 годы — Артист Казахской государственной филармонии им. Жамбыла (Алматы).
- 1991—1993 годы — Главный специалист Министерства культуры Республики Казахстан (Алматы).
- 1993—1994 годы — Помощник Министра культуры Республики Казахстан (Алматы).
- 1994—1996 годы — Директор Государственного ансамбля «Гүлдер» (Алматы).
- 1996—1997 годы — Слушатель Национальной высшей школы государственного управления при Президенте Республики Казахстан.
- 1997—2001 годы — Начальник Президентского оркестра — командующий войсковой частью Республиканской Гвардии Республики Казахстан (Астана).
- 2001—2005 годы — Генеральный директор Дирекции республиканских и международных культурных программ (Астана).
- 2005—2006 годы — Президент Акционерного общества «Қазақ әуендері» (Астана).
- 2006—2007 годы — Вице-министр культуры и информации Республики Казахстан (Астана).
- 2007—2008 годы — Главный инспектор отдела внутренней политики Администрации Президента Республики Казахстан (Астана).
- В октябре 2008 года в связи с политическими событиями 2007—2008 годов сменил свою фамилию Алиев на Мухамедиулы[1].
- Февраль 2008 г. — апрель 2008 г. — Заведующий сектором отдела внутренней политики Администрации Президента Республики Казахстан (Астана).
- 2008—2014 годы — ректор Казахской национальной академии искусств им. Т. К. Жургенова (Алматы).
- В 2011 году защитил докторскую диссертацию на тему: «Искусство Независимого Казахстана в аспекте сотрудничества с ЮНЕСКО».
- Февраль 2014 г. — август 2014 г. — Министр культуры Республики Казахстан (Астана)[2].
- 2014—2019 годы — Министр культуры и спорта Республики Казахстан[3].
- 10 июля 2019 г. — 28 мая 2022 года -  Директор Национального музея Республики Казахстан (Нур-Султан)[4].

28 мая 2022 года арестован Антикоррупционной службой Республики Казахстан.
20 июня 2023 года столичный суд приговорил Арыстанбека Мухамедиулы к 8 лет лишения свободы без конфискации имущества, с пожизненным запретом занимать должности на государственной службе по статьям 28 ч. 3 и 189 ч. 4 п. 2О УК РК — организация преступления и присвоение или растрата, то есть хищение чужого имущества, вверенного виновному в особо крупном размере.

## Другие должности
- С 2017 года — член Национальной комиссии по реализации программы «Рухани жаңғыру» при Президенте РК.
- С 2018 года — член Совета директоров Национальной компании «Kazakh Tourism»[5].

## Проекты
- 1997 год — Организатор Президентского оркестра Республиканской гвардии Республики Казахстан.
- 1998—2001 годы — Организатор протокольных, дипломатических, государственных и иных торжественных мероприятий Казахстана.
- 2002 год:

Сценарист-режиссёр Международного фестиваля „Великий шелковый путь“ под эгидой ЮНЕСКО (Франция, Париж).
Организатор Международной выставки „Золотой воин. Сокровища сакских курганов“ в Государственном Эрмитаже (Россия, Санкт-Петербург).
- 2005 год:

Организатор „Дней культуры Казахстана в США“ (США, Вашингтон, Сан-Диего, Нью-Йорк, Хьюстон);
Сценарист-режиссёр Международного фестиваля „ШОС“ (Казахстан, Астана);
„Культурное разнообразие и диалог в Центральной Азии“ (Париж, штаб-квартира ЮНЕСКО).
- 2009 год:

Впервые в Казахской национальной академии искусств имени Т. Жургенова создал Диссертационный совет по направлению „Искусство“;
Впервые в Казахстане открыл 7 программ докторантуры (PhD) по направлению „Искусство“;
Организовывал научные стажировки молодых ученых Казахской национальной академии искусств им. Т. Жургенова в Нью-Йоркской киноакадемии, Колумбийском университете, Флоренции и других университетах.
- 2010 год — Креативный директор общественного экспериментального театра „Театр нации“.
- 2011 год:

Организовал научно экспедицию по „Изучению памятников Тюркского каганата“ в Монголии;
Учредитель и организатор Международного студенческого кинофестиваля „Бастау“.
- 2012—2013 годы — Основал первую „Ассоциацию ведущих киношкол“ (в которую входят 16 ведущих мировых образовательных центров, в том числе Нью-Йоркская киноакадемия, ВГИК им. С. Герасимова, Университет искусств Мимара Синан и др.).
- 2015 год — Автор идеи десятисерийного историко-драматического телесериала „Қазақ елі“; Художественный руководитель документального фильма „550 лет Казахскому ханству“ (в рамках соответствующих мероприятий), анимационных фильмов „Қазақ елі“, художественных фильмов „Алмас қылыш“, „Алтын тақ“; Автор и режиссёр сценария театрального гала-спектакля „550 лет Казахскому ханству“.
- 2016 год:

Возглавлял делегацию казахстанских спортсменов на „XXXI летних Олимпийских играх“ в Рио-де-Жанейро (18 медалей);
Организатор Международных конкурсов стран Центральной Азии «Казахстан — сердце Евразии», Международного фестиваля «Песня без границ», конкурсов «Елім менің» (Моя Родина), «Тәуелсіздік толғауы» (Воспевание Независимости), «Текті сөздің төресі — терме», «Тіл — парасат».
- 2017 год:

Автор идеи создания национально-культурного комплекса «Этноауыл»;
Организатор XXV Международного конкурса вокалистов «Опералия Пласидо Доминго» в Астане;
Соавтор Первого чемпионата мира по кокпару в Казахстане;
Организатор гастролей театра «Ла Скала»: опера Дж. Верди «Фальстаф» с участием известного дирижёра З.Мета, «Симфония № 9» Людвига ван Бетховена;
Организатор премьеры «Симфония № 8» Густава Малера;
Организатор выставок «Терракотовой армии императора Цинь Шихуанди» , из фондов «Эрмитажа», «Памятники Древнего Египта», «Золото саков», биеннале «Eurasia Sculpture Biennale».
- 2018 год:

Автор концепции «Ұлыстың ұлы күні — Наурыз в новом формате» (8 современных способов празднования Наурыз на основе фундаментальных исторических исследований";
Автор идеи проекта «Шествие Золотого Человека по музеям мира» ;
Автор идеи Научно-популярных фильмов о сакральных объектах Казахстана («Сакральный Казахстан», «Мавзолеи Ходжа Ахмеда Ясави и Айша биби», «Золотой Человек», «Земля номадов»);
Организатор Международного конкурса эстрадной музыки «Voice of Astana» с участием мировых звезд;
Организатор Евразийской международной книжной выставки-ярмарки «Eurasian Book Fair — 2018» в рамках 20-летия Астаны;
Организатор премьеры франко-канадского мюзикла «Notre Dame de Paris» на казахском языке.

## Научная деятельность
- 2003 год: Кандидатская диссертация: «Казахстан-ЮНЕСКО: аспекты культурного сотрудничества» (07.00.15 — История международных отношений и внешней политики) г. Алматы
- 2011 год: докторская диссертацию «Искусство Независимого Казахстана в аспекте сотрудничества с ЮНЕСКО» (Баку).

## Статьи
- 2010 год:

Музыкальная культура кочевников Центральной Азии и Китая .
- 2011 год:

Искусство суверенного Казахстана и ЮНЕСКО: из истории культурного сотрудничества ;
Певец свободы — Махамбет (Казахский национальный университет имени Аль-Фараби вестник КазНУ серия филологическая) .
- 2015 год:

X форум творческой и научной интеллигенции государств-участников СНГ в Астане. Новые модели для вечных ценностей .
- 2016 год:

О земле «Великой Степи». Культурное наследие ;
В Рио Казахстан делает ставку на воспитанников отечественного спорта .
- 2017 год:

Біз салыстыру психологиясынан арылуымыз керек .
- 2018 год:

Наурыз ең әуелі балдырғандарға арналуы керек ;
Наурыз тұрақтылық пен келісім секілді құндылықтардың нығаюына ықпал етіп келеді ;
«Рухани жаңғыру» — елдігімізді нығайтты, еңсемізді тіктеді .
- 2019 год:

Ұлттық намыс пен рухани болмысымызды жаңғырту керек; «Рухани жаңғырудың» екі жылын елеулі істермен түйіндеп отырмыз ;
Өзімізге деген көзқарасты өзгертуіміз керек .
- 2020 год:

Қазақтың ұлттық намысы — ұлы жетістіктерінің негізі! ;
Қазақтың арғы-бергі тарихы ұдайы бірігуден тұрады ;
Қазақтың ұлттық намысы — ұлы жетістіктерінің негізі .
- Анатитические статьи, посвященные творчеству А.Кунанбаева:

Абай: мысль и совесть эпохи; Абай неден түңілді? ; «Абай: Сәулесі бар жігіттер бір ойланар…»; «Білгендердің сөзіне, махаббатпен ерсеңіз» ; Абай Құнанбайұлы скрипкада ойнаған.

## Творчество
- «Астана». Слова: Н. Айтулы, исполняет: группа «Байтерек».
- «Асыл сезім». Слова: И. Исаев, исполняет: А. Жорабаева.
- «Анажан». Слова: М. Касымбеков, исполняет: А. Махмуд.
- «Алматы көктемі». инструментальное произведение.
- «Жан әке». Слова: А. Дуйсенби, исполняет: А. Мухтаркызы.
- «Бақытты жандармыз». Слова: А. Дуйсенби, исполняет: Ж. Жексенулы и А. Жорабаева.
- «Достарым». Слова: А. Дуйсенби, исполняет: группа «Нур-Мукасан»
- «Сендей қазақ баласы». Слова: Ш. Сариев.
- «Ата-анаға тағзым». Слова: М. Касымбеков, исполняет: Ж. Жексенулы.
- «Бақытым». Слова: Ш. Сариев, исполняет: Ж. Жексенулы.
- «Ана». Слова: Ш. Сариев, исполняет: Ж. Болат.
- «Гимн Казахского национального университета имени Аль-Фараби». Слова: У. Есдаулетов.
- «Бақыт құсы». Танцевальный: А. Касымова.
- «Шабыт». танцевальные композиции.
- «Марши для духовных инструментов».

## Критика
- В ходе заседания правительства в ноябре 2015 года президент отметил, что у казахстанцев сейчас «на столе есть еда, крыша над головой, машины», поинтересовался у министра: «Мы отметили 550-летие Казахского ханства. Скажи, Арыстанбек, за свою 550-летнюю историю была ли у казахов такая жизнь?» Арыстанбек Мухамедиулы на это ответил: «Если честно, Нурсултан Абишевич, все мы живем в счастливое время… Это благодаря независимости, благодаря вам…»[12].
- Во время занимания должности Министра культуры и спорта Арыстанбек критиковался за неуместные высказывания по поводу «позорящих Казахстан фильмов» и «моющих туалеты кыргызов».[13][14][15]
- В 2016 году несколько женщин обвинили Арыстанбека в сексуальных домогательствах.[16][17][18]
- 16 мая 2022 года в Антикоррупционной службе сообщили, что арестован директор Национального музея Арыстанбек Мухамедиулы, который подозревается в хищении бюджетных средств. По данным ведомства, проводится досудебное расследование в отношении должностных лиц РГКП «Национальный музей Республики Казахстан» Министерства культуры и спорта по признакам хищения бюджетных средств в сумме 146 миллионов тенге в рамках договора о государственных закупках по проведению международной выставки «Шествие Золотого человека по музеям мира».[19]

## Цитаты
- Протекание крыши стадиона Астана Арена Министр культуры и спорта объяснил так:

В первую очередь, это спортивное сооружение. Мы рассматриваем технический вопрос. Потому что оно больше зимнее. Когда в зимнее закрывается, стык клеится с пластилина. А в летнее время это не было как то предусмотрено. Потому что стадион закрыли, и как раз этот стык, который заклеивается пластилином в зимнее время, он, конечно, при таком сильном природном явлении не выдержал (недоступная ссылка с 15-02-2017 [3073 дня]).

- Арыстанбек Мухамедиулы о негативе в обществе:

Мы боремся с негативом, который есть в обществе. И я тоже. Если полицейский ведет себя по-хамски, я всегда заступаюсь за женщин.

## Награды
Награды Казахстана
| Страна           | Дата           | Награда |
| ---------------- | -------------- | --- |
| Казахстан        | 1998           | Медаль «Астана» |
| Казахстан        | 2001           | Медаль «10 лет независимости Республики Казахстан» |
| Казахстан        | 2005           | Медаль «10 лет Конституции Республики Казахстан» |
| Казахстан        | 2005           | Заслуженный деятель Казахстана |
| Казахстан        | 2008           | Медаль «10 лет Астане» |
| Казахстан        | 2010           | Кавалер ордена Курмет |
| Республика Корея | 2012           | «World master» в области искусства Республики Казахстан в Корее |
| Россия           | 2012           | Лауреат премии «Менеджер года» |
| Казахстан        | 2014           | «Почетный гражданин» Талгарского района |
| Казахстан        | 2014           | «Почетный гражданин» Енбекши казахского района |
| СНГ              | 16 апреля 2015 | Кавалер ордена «Содружество» |
| Россия           | 2016           | По версии Русского биографического института Министр культуры и спорта Республики Казахстан Арыстанбек Мухамедиулы был признан в России «Человеком года — 2016» за активное участие в создании фильма «28 панфиловцев». |
| Казахстан        | 2016           | Кавалер ордена Парасат |
| Казахстан        | 2016           | Медаль «25 лет независимости Республики Казахстан» |
| Азербайджан      | 8 июня 2018    | Медаль «Прогресс» |
| Казахстан        | 2018           | Медаль «20 лет Астане» |
| Казахстан        | 2020           | Медаль «25 лет Конституции Республики Казахстан» |
| Казахстан        | 2020           | Юбилейная медаль «Қазақстан халқы Ассамблеясына 25 жыл» |
| Казахстан        | 2016-2020      | Обладатель юбилейных и ведомственных медалей |